# 4477th Test and Evaluation Squadron

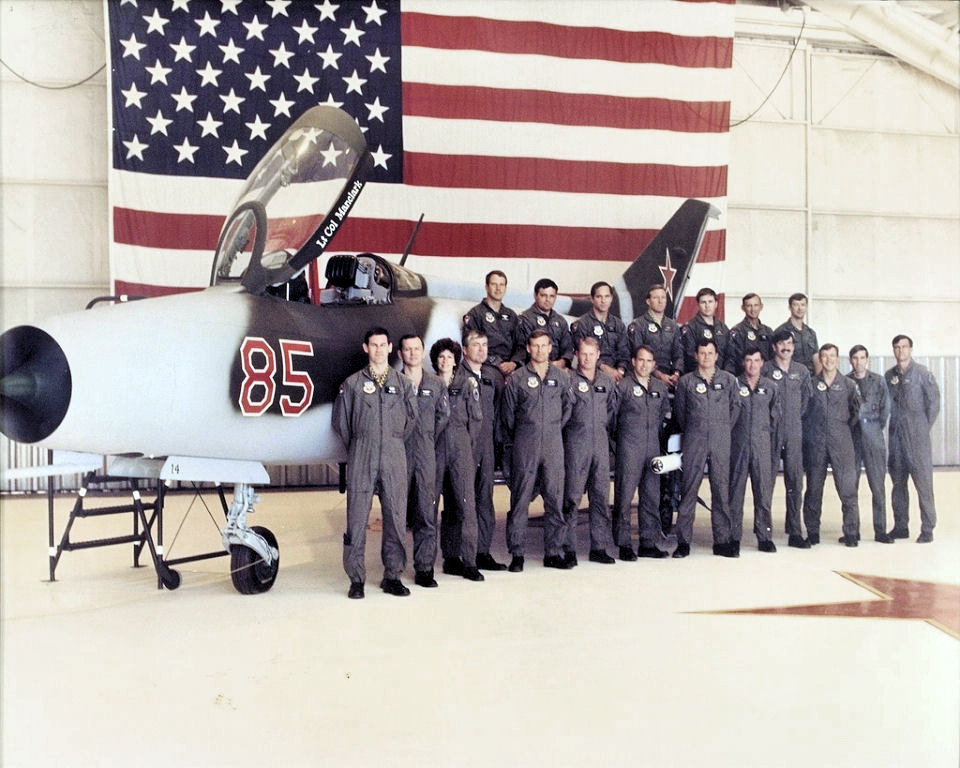
Membres des Red Eagles devant un MiG-21.

Le 4477th Test and Evaluation Squadron (« 4477e escadrille de test et d'évaluation »), surnommée « Red Eagles », était une escadrille de l'armée de l'air américaine sous le commandement du Tactical Air Command (TAC) en service du 1er avril 1977 a mars 1988.  Elle n'a été officiellement dissous qu'en juillet 1990, actuellement inactive, elle était le fruit du programme Constant Peg.

## Historique
L'unité a été créée pour former les aviateurs et les officiers des systèmes d'armes de l'armée de l'air américaine, ainsi que ceux de la marine américaine et du Corps des Marines, à lutter contre les avions produits par le complexe militaro-industriel soviétique. 15 000 sorties ont eu lieu avec les appareils soviétiques auxquels se sont confrontés 6 000 pilotes de chasse américains.
Créé administrativement à la Nellis Air Force Base officiellement en 1977, l'escadron initial basé au Tonopah Test Range Airport (en) en juillet 1979 comprenait huit avions: deux MiG-17 et 6 MiG-21. Le seul véhicule initialement attribué était un camion tracteur Kenworth capable de transporter des remorques à 18 roues.      
Grâce au bon travail de M. Matt Foley, un officier du renseignement de l’USAF, la structure des forces des Red Eagle ont augmenté pour atteindre un maximum de 27 cellules MiG en état de vol en 1985. Toutes n'étaient pas pilotables en même temps. temps pendant lequel certaines pièces critiques ont dû être déplacées d'un avion volable pour rendre un autre avion pilotable. La flotte a été augmentée par cinq T-38 qui ont été utilisés pour l’entraiement quand de nouveaux pilotes pilotaient le monoplace MiGs pour les premières fois. Aucun des MiG n'était biplace et il n'y avait pas de simulateur. 
Près de 69 pilotes, surnommés « bandits », ont servi dans l'escadron entre 1979 et 1988 sur, entre autres, des appareils soviétiques de type MiG-17, MiG-21 et MiG-23 et chinois Chengdu J-7.
Une autre unité a testé des avions soviétiques, le 513th Test Squadron "Red Hats".

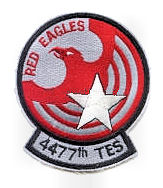
Écusson des Red Eagles.
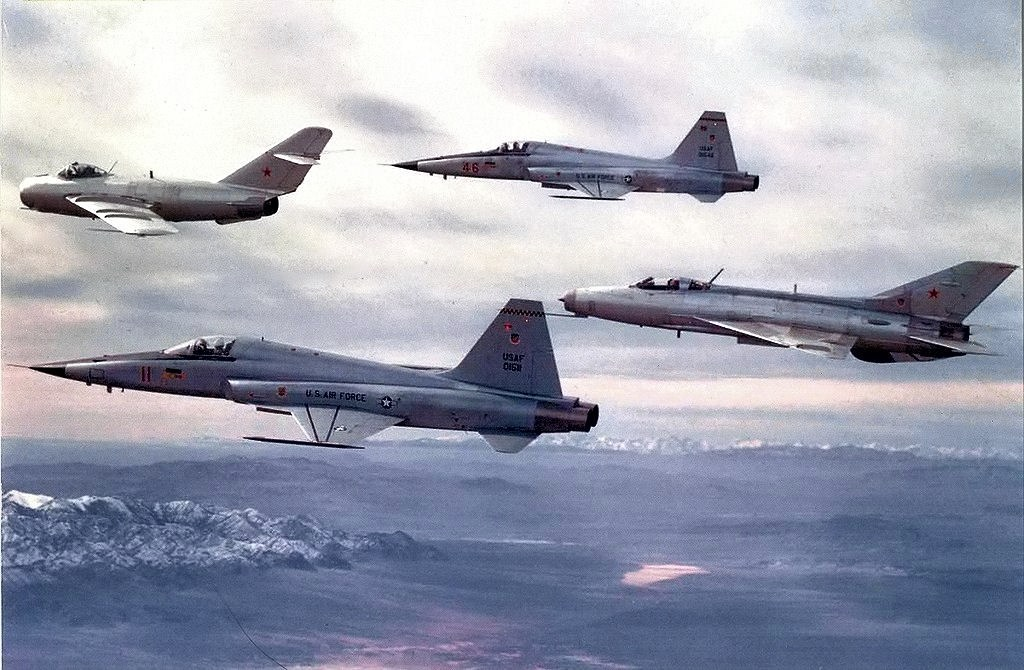
Deux Northrop F-5 Freedom Fighter avec un MiG-17 et MiG-21 de l'escadron dans les années 1980.
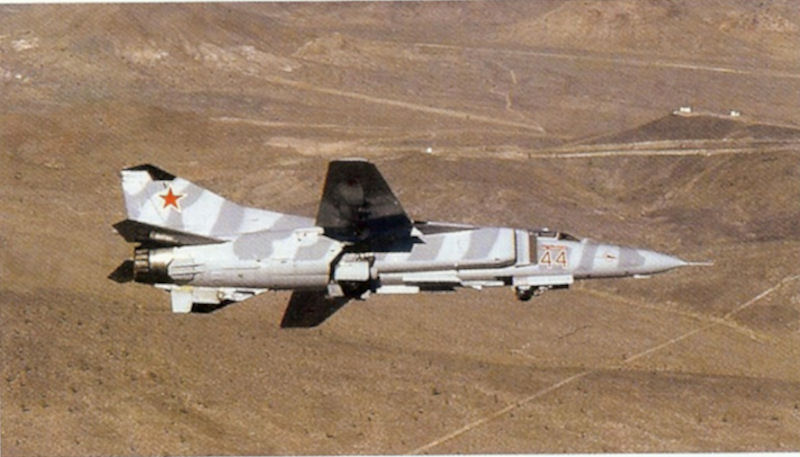
Un MiG-23 de l'escadron.